# Ashmeadiella salviae
Ashmeadiella salviae är en biart som beskrevs av Michener 1939. Ashmeadiella salviae ingår i släktet Ashmeadiella och familjen buksamlarbin. Inga underarter finns listade i Catalogue of Life.